# Takamaka, Seychellerna

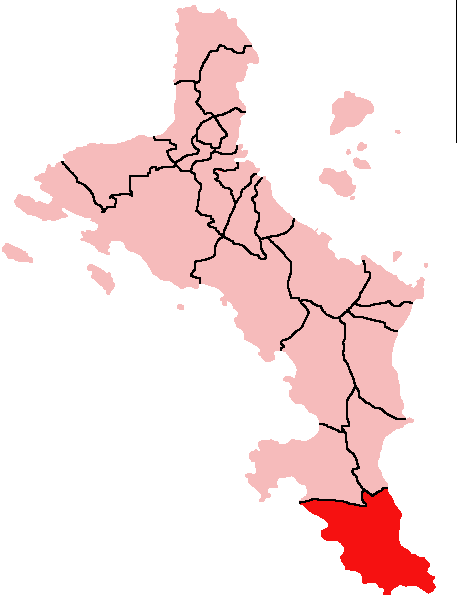
Distriktets läge.

Distriktet Takamaka. är ett av Seychellernas 26  distrikt.

## Geografi
Distriktet har en yta på cirka 13,8 km² med cirka 2 600 invånare. Befolkningstätheten är 188 invånare / km².
Takamaka i regionen Södra Mahé (South Mahé).

## Förvaltning
Distriktet förvaltas av en district administrator och ISO 3166-2koden är "SC-23". Huvudorten är Takamaka.
Sedan 1994 lyder varje distrikt under "Local Government" som är en enhet av departementet Ministry of Local Government, Youth and Sport. Distriktens roll är att främja tillgång av offentliga tjänster på lokal nivå.
Distriktets valspråk är: "Unity is strength" (Enighet är styrka).